# Задача с три тела
В класическата механика, задачата с три тела касае вземането на първоначалните местоположения и скорости (или импулси) на три точкови частици и изчисляването на тяхното следващо движение според законите на Нютон и закона за всеобщото привличане. Задачата представлява частен случай на задачата с n на брой тела. За разлика от задачата с две тела, тук в общия случай не съществуват решения във вида на затворени аналитични изрази и обикновено е нужно прилагането на числени методи.
Исторически, първата задача с три тела, която е изучавана подробно включва Земята, Луната и Слънцето. В разширен съвременен смисъл, задачата с три тела се отнася за всеки проблем в класическата механика или квантовата механика, който моделира движението на три частици.

## Математическо описание
Математическото изложение на задачата с три тела може да бъде дадено от гледна точка на нютоновите уравнения на движението за векторните позиции {\displaystyle \mathbf {r_{i}} =(x_{i},y_{i},z_{i})} на три гравитационно взаимодействащи си тела с маси {\displaystyle m_{i}}:
{\displaystyle {\begin{aligned}{\ddot {\mathbf {r} }}_{\mathbf {1} }&=-Gm_{2}{\frac {\mathbf {r_{1}} -\mathbf {r_{2}} }{|\mathbf {r_{1}} -\mathbf {r_{2}} |^{3}}}-Gm_{3}{\frac {\mathbf {r_{1}} -\mathbf {r_{3}} }{|\mathbf {r_{1}} -\mathbf {r_{3}} |^{3}}},\\{\ddot {\mathbf {r} }}_{\mathbf {2} }&=-Gm_{3}{\frac {\mathbf {r_{2}} -\mathbf {r_{3}} }{|\mathbf {r_{2}} -\mathbf {r_{3}} |^{3}}}-Gm_{1}{\frac {\mathbf {r_{2}} -\mathbf {r_{1}} }{|\mathbf {r_{2}} -\mathbf {r_{1}} |^{3}}},\\{\ddot {\mathbf {r} }}_{\mathbf {3} }&=-Gm_{1}{\frac {\mathbf {r_{3}} -\mathbf {r_{1}} }{|\mathbf {r_{3}} -\mathbf {r_{1}} |^{3}}}-Gm_{2}{\frac {\mathbf {r_{3}} -\mathbf {r_{2}} }{|\mathbf {r_{3}} -\mathbf {r_{2}} |^{3}}}.\end{aligned}}}
където {\displaystyle G} е гравитационната константа. Това е поредица от 9 диференциални уравнения от 2 род. Задачата може да се представи и чрез еквивалентен Хамилтонов формализъм, в който случай тя се описва чрез 18 диференциални уравнения от 1 род, по едно за всеки набор от позиции {\displaystyle \mathbf {r_{i}} } и импулси {\displaystyle \mathbf {p_{i}} }:
{\displaystyle {\frac {d\mathbf {r_{i}} }{dt}}={\frac {\partial {\mathcal {H}}}{\partial \mathbf {p_{i}} }},\qquad {\frac {d\mathbf {p_{i}} }{dt}}=-{\frac {\partial {\mathcal {H}}}{\partial \mathbf {r_{i}} }},}
където {\displaystyle {\mathcal {H}}} е хамилтонианата:
{\displaystyle {\mathcal {H}}=-{\frac {Gm_{1}m_{2}}{|\mathbf {r_{1}} -\mathbf {r_{2}} |}}-{\frac {Gm_{2}m_{3}}{|\mathbf {r_{3}} -\mathbf {r_{2}} |}}-{\frac {Gm_{3}m_{1}}{|\mathbf {r_{3}} -\mathbf {r_{1}} |}}+{\frac {\mathbf {p_{1}} ^{2}}{2m_{1}}}+{\frac {\mathbf {p_{2}} ^{2}}{2m_{2}}}+{\frac {\mathbf {p_{3}} ^{2}}{2m_{3}}}.}
В този случай {\displaystyle {\mathcal {H}}} е просто общата енергия на системата, гравитационна плюс кинетична.

## Общо решение
Няма общо аналитично решение на задачата с три тела, представено чрез алгебрични изрази и интеграли. Освен това, движението на трите тела като цяло не се повтаря, освен в частни случаи.
От друга страна, през 1912 г. финландският математик Карл Зундман успява да докаже, че съществува ред от решения в степен t1/3 за задачата с три тела. Този ред е сходящ за всички реални t, освен при начални условия, отговарящи на нулев момент на импулса. По принцип такива начални условия са много редки.
Важен въпрос при доказването на този резултат е фактът, че радиусът на сходимост за тоз ред се определя от разстоянието до най-близката сингулярност. Следователно е нужно да се изучават възможните сингулярности на задачата с три тела.
Сблъсъците, били те двойни или тройни, са като цяло слабо вероятни, тъй като е доказано, че те съответстват на набор от начални условия. Въпреки това, няма намерен критерий, който да се използва в началното състояние за избягване на сблъсъци в съответстващото решение. Един от възможните подходи към задачата е съставен от следните стъпки:
1. Използване на подходящ набор от променливи за продължаване на анализа на решението след двойния сблъсък в така наречения процес на регуляризация.
2. Доказване, че тройните сблъсъци възникват само, когато моментът на импулса L изчезне. Ограничавайки началните условия до L ≠ 0, могат да се премахнат всички реални сингулярности от преобразуваните уравнения за задачата с три тела.
3. Доказвайки, че L ≠ 0, тогава не само не може да възникнат тройни сблъсъци, ами и системата е строго ограничена за това. Това ще рече, че чрез използване на теоремата на съществуването на Коши за диференциални уравнения, не съществуват комплексни сингулярности в лента върху комплексната равнина, центрирана върху реалната ос.
4. Намиране на конформална трансформация, която нанася тази лента върху единичния диск. Например, ако s = t1/3 (новата променлива след регуляризация) и |ln s| ≤ β, тогава тази карта се изразява чрез:

{\displaystyle \sigma ={\frac {e^{\frac {\pi s}{2\beta }}-1}{e^{\frac {\pi s}{2\beta }}+1}}.}
Обаче, съответстващите сходящи редове конвергират много бавно. Тоест, придобиване на стойност с адекватна точност изисква толкова много изрази, че решението е с малко практическо приложение. Наистина, през 1930 г. е установено, че ако се използват тези редове за астрономически наблюдения, то изчисленията биха включвали поне 108 000 000 израза.

## История
Гравитационният проблем на три тела и традиционният му смисъл датират от 1687 г., когато Исак Нютон публикува Математически начала на натурфилософията. В първата книга Нютон прави първите стъпки към определянето и изучаването на проблема на движението на три масивни тела, които са подложени на своите взаимно влияещи си гравитационни сили. В третата книга Нютон за пръв път се опитва да приложи резултатите си от първата книга към теорията на Луната – движението на Луната под гравитационното въздействие на Земята и Слънцето.
Физическият проблем е повдигнат от Америго Веспучи, а след това и от Галилео Галилей. През 1499 г. Веспучи използва знанията си относно позицията на Луната, за да определи местонахождението си в Бразилия. Към 1720-те години въпросът вече има технически значение, тъй като точното решение би било приложимо в корабоплаването, в частност за определяне на географската дължина в открито море. На практика проблемът е решен от морския хронометър на Джон Харисън. Обаче, точността на теорията на Луната остава ниска, поради смущаващото въздействие на Слънцето и планетите върху движението на Луната около Земята.
Жан льо Рон д'Аламбер и Алексис Клод Клеро, които развиват дълготрайно съперничество помежду си, се опитват да анализират задачата за общо решение. Те издават своите отделни анализи през Френската академия на науките през 1747 г. Във връзка с техните изследвания, в Париж през 1740-те терминът „задача с три тела“ (на френски: Problème des trois Corps) започва да се употребява широко.